# 克里斯滕·谢尔达尔
克里斯滕·谢尔达尔（挪威語：Kristen Skjeldal，1967年5月27日—），挪威男子越野滑雪运动员。他曾代表挪威参加1992年和2002年冬季奥林匹克运动会越野滑雪比赛，共获得二枚金牌和一枚铜牌。